# Mimudea bifossata
Mimudea bifossata là một loài bướm đêm trong họ Crambidae.